# 拉米爾·伊巴圖林
拉米爾·拉赫馬圖洛維奇·伊巴圖林（俄语：Рамиль Рахматуллович Ибатуллин，羅馬化：Ramil Rakhmatullovich Ibatullin，1976年10月22日—），俄羅斯陸軍少將，曾任第90近衛坦克師師長。

## 生平
伊巴圖林於1976年10月20日或10月22日出生在韃靼蘇維埃社會主義自治共和國阿帕斯托夫斯基區巴吉舍沃。父母是拉赫馬圖拉和明齊拉·伊巴圖林，家住薩馬拉。1994年，他自切雷姆山學校畢業後就讀喀山高級坦克指揮學校，其後並在伏龍芝軍事學院和俄羅斯總參謀部軍事學院畢業。

## 事蹟
伊巴圖林先後從排長晉升為山地摩步旅旅長。他曾在烏拉爾山脈地區、伏爾加河地區、西伯利亞以及俄羅斯南部地區服役，擔任南部軍區預備役指揮部負責人。他在頓巴斯戰爭期間於俄羅斯佔領區服役，並領導其部隊進攻烏克蘭。
2018年1月其以上校軍銜任駐克孜勒第55摩托化步兵旅旅長。2021年7月，其由中央軍區司令亞歷山大·拉平上將推薦，升任駐車里雅賓斯克地區坦克師師長。
伊巴圖林參與2022年俄羅斯入侵烏克蘭，其於2022年3月，率領第90近衛坦克師進攻切爾尼戈夫和基輔。在進攻期間，該師的成員對烏克蘭平民實施了性暴力和基於性別的暴力行為。2022年6月起，伊巴圖林任中央軍區第41集團軍副司令。2022年12月7日，俄羅斯總統弗拉基米爾·普京發佈第890號總統令，晉升伊巴圖林為少將。
獨立智庫戰爭研究所於2023年7月16日的報告中引用俄羅斯消息人士的來源，表示伊巴圖林及其兩名副手被逮捕，具體日期不詳。目前還不清楚伊巴圖林因何事被捕，但戰爭研究所推測可能是伊巴圖林帶領第90近衛坦克師在俄軍2023年冬季攻勢中於盧甘斯克州進行了廣泛的進攻行動，但未能取得領土有關。

## 榮譽
- 二級祖國功勳勳章[3]
- 三級祖國功勳勳章[3]
- 蘇沃洛夫勳章[3]
- 勇氣勳章[8]

## 制裁
英國認為伊巴圖林了解並鼓勵其部屬有系統性對烏克蘭平民採取性暴力，應對在烏克蘭嚴重侵犯人權行為負責，並將其加以制裁，烏克蘭、歐盟、日本、瑞士、紐西蘭跟進制裁。